# 陳冠中 (籃球運動員)
陳冠中（2001年12月10日—）是臺灣男子籃球運動員，場上主打前鋒位置，現效力於中國男子籃球職業聯賽吉林九台农商行。

## 早年
陳冠中最初就讀永平國小，六年級轉學到永和國小，在信義國中二年級進入籃球校隊的正式名單。就讀南山高中一年級代表中華臺北競逐2017年U16亞青男籃賽，大學就讀國立體育大學，2022年夏天入選中華培訓隊參加BE HEROES籃球經典賽與跨聯盟籃球邀請賽。

## 職業生涯
2024年7月23日，陳冠中在台灣職業籃球大聯盟新人選秀會第二輪第十順位被新北中信特攻選中。7月27日，陳冠中在CBA選秀會第二輪第25順位被吉林九台农商行選中。8月12日，新北中信特攻表示陳冠中加盟CBA吉林九台农商行而未簽約。陳冠中與吉林东北虎簽下3年A2類合約。

## 外部連結
- 陳冠中的Instagram帳戶
- 陳冠中在fiba.basketball（英语）
- 陳冠中在中国男子篮球职业联赛官網
- 陳冠中在Basketball-Reference.com（國際）（英语）
- 陳冠中在Eurobasket.com（球員）（英语）
- 陳冠中在Proballers（英语）
- 陳冠中在RealGM（球員）（英语）
- 陳冠中在中国篮球数据库
- 陳冠中在Flashscore（英语）